# شیراوند (رومشکان)
شیراوند، روستایی از شهر سوری شهرستان رومشگان در استان لرستان ایران است.

## جمعیت
این روستا در درشهرستان رومشگان قرار دارد و براساس سرشماری مرکز آمار ایران در سال ۱۳۸۵، جمعیت آن ۲۸۷ نفر (۵۷خانوار) بوده‌است.

## نگارخانه

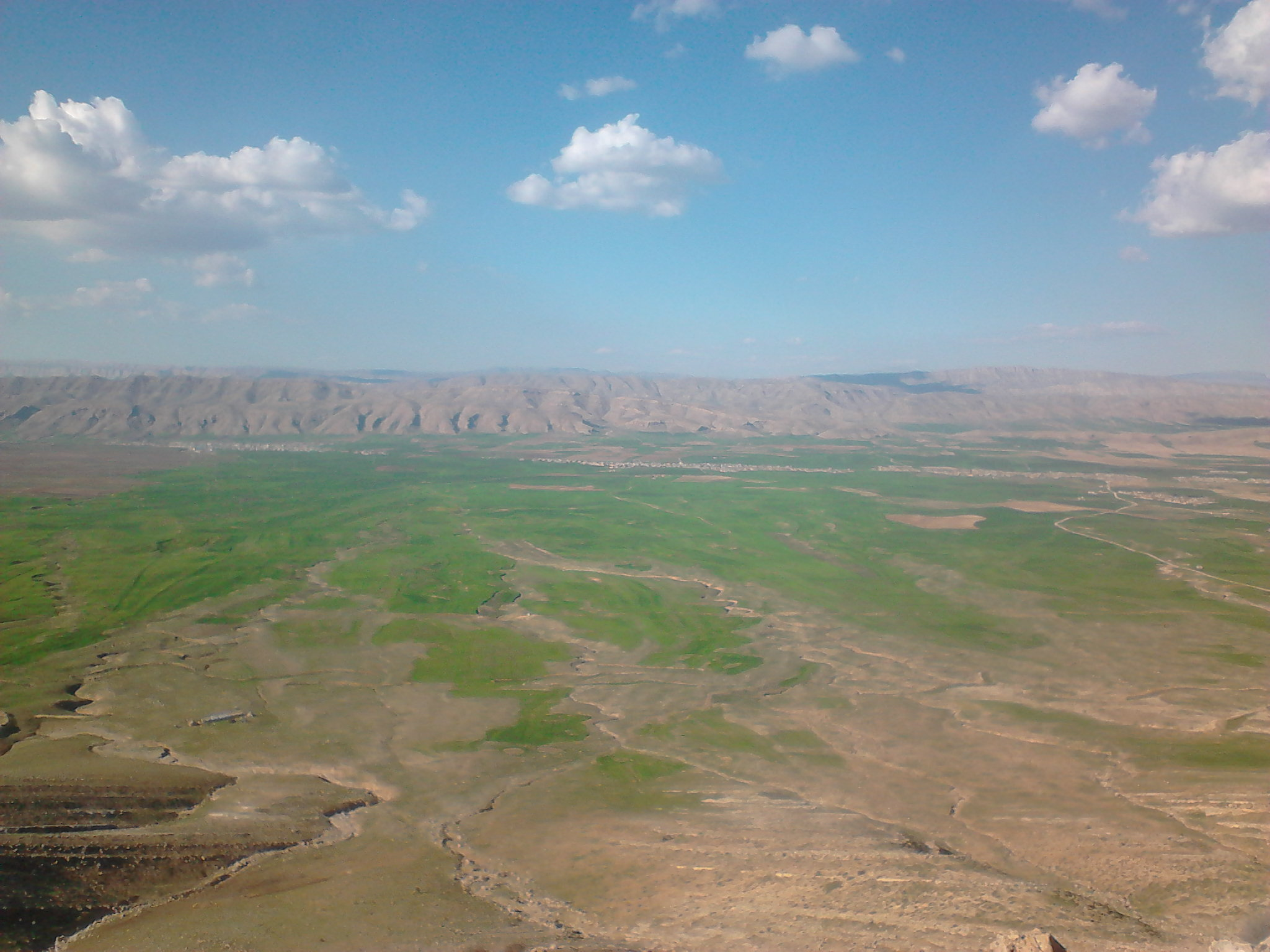
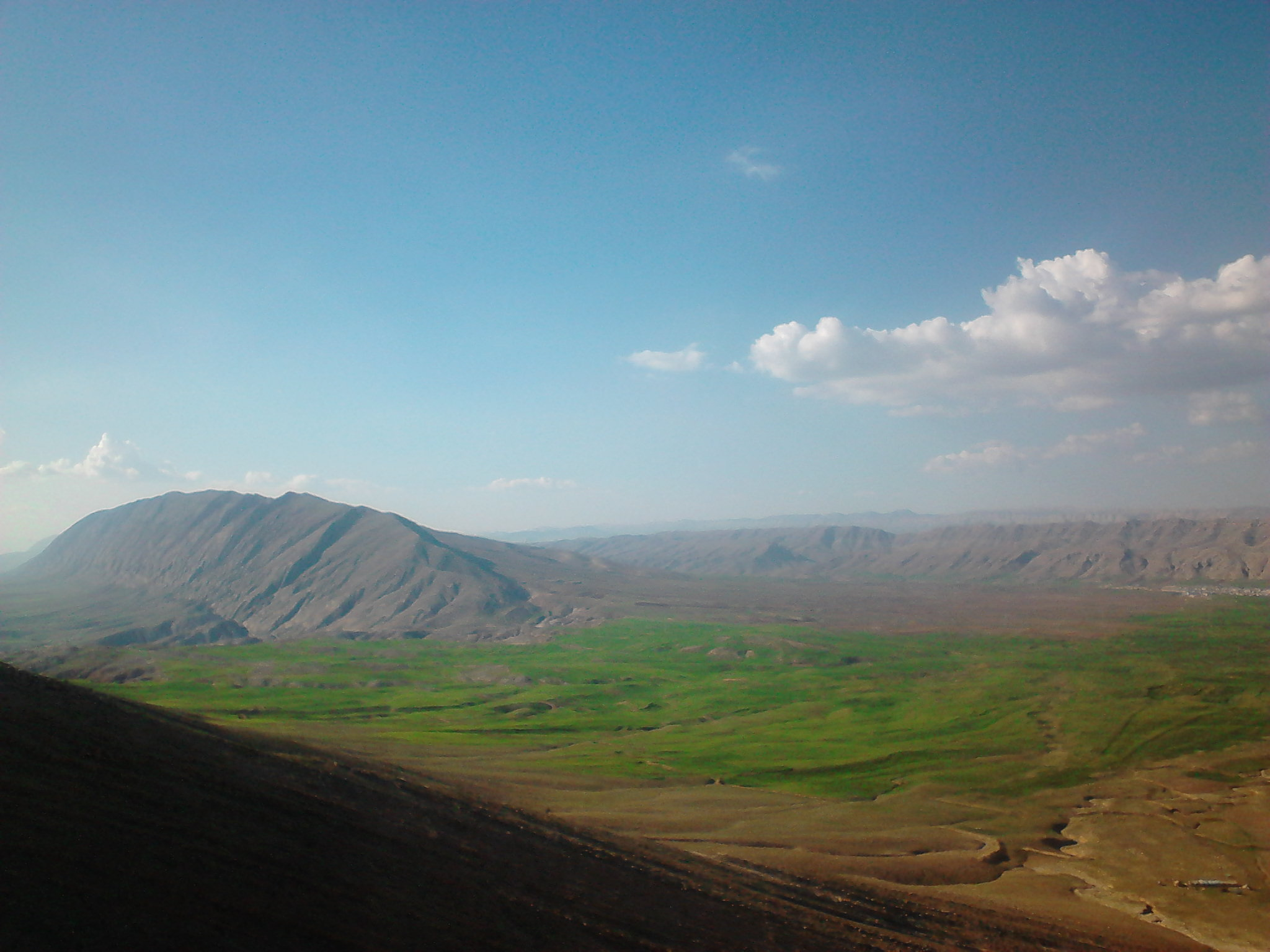
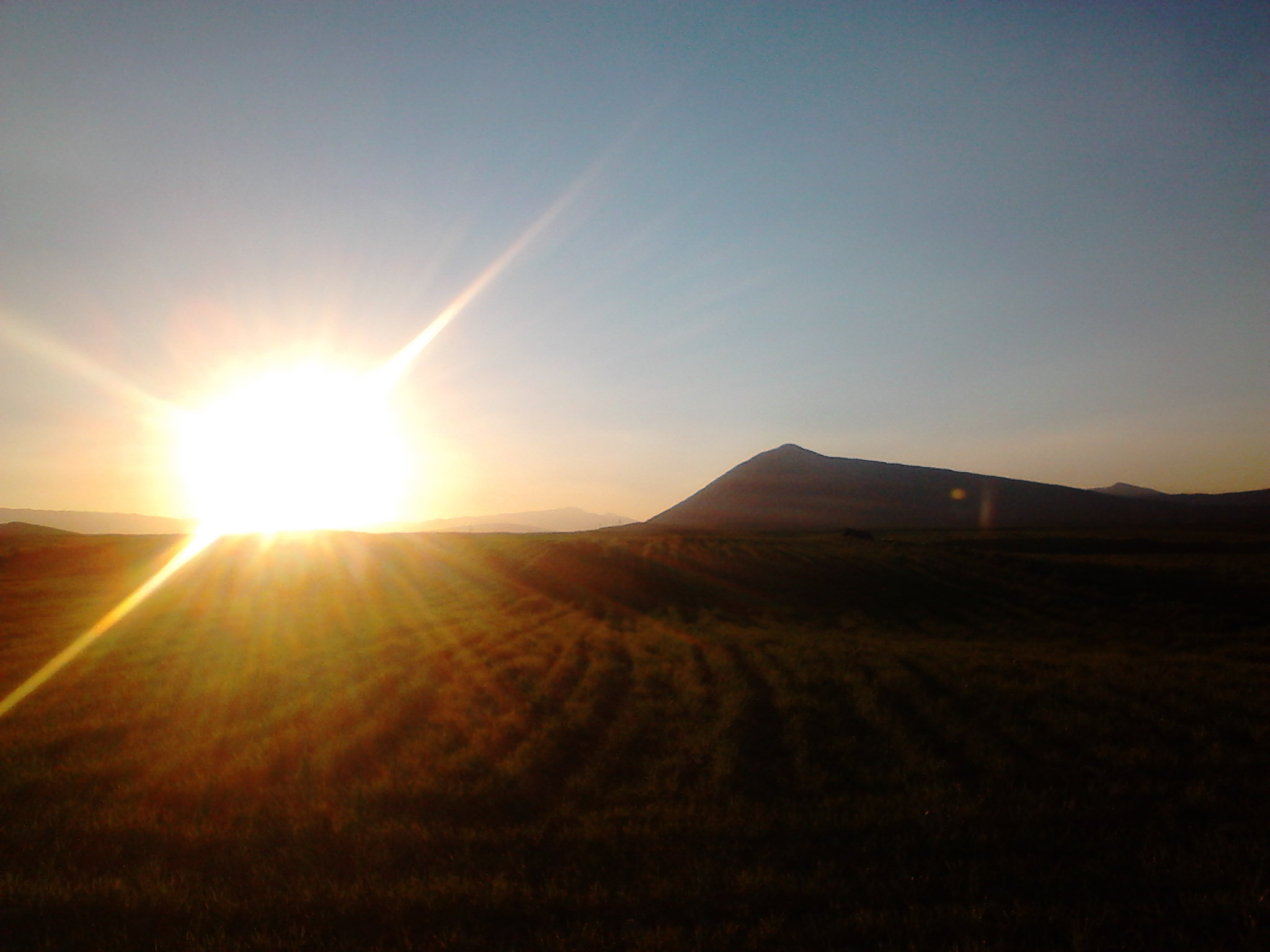
غروب شیراوند
نمای منطقه بالادست روستای شیراوند
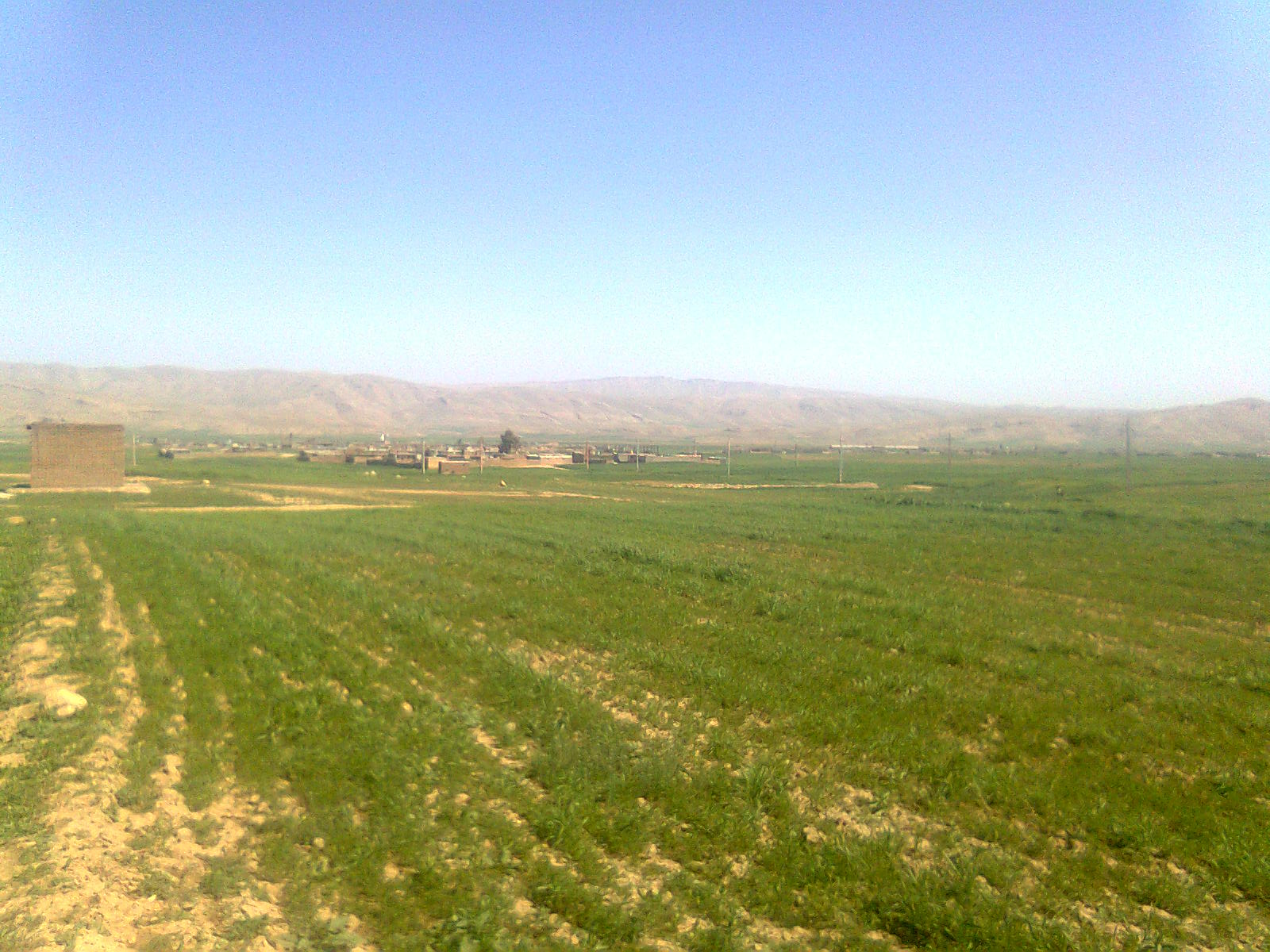
روستای شیراوند